# Chalthan
Chalthan (en guyaratí: ચલથાણ) es una ciudad de la India en el distrito de Surat, estado de Guyarat.

## Geografía
Se encuentra a una altitud de 19 m s. n. m. a 285 km de la capital estatal, Gandhinagar, en la zona horaria UTC +5:30.

## Demografía
Según estimación 2011 contaba con una población de 21 833 habitantes.